# Мелитон Сардийский
Мелитон Сардийский (греч. Μελίτων Σάρδεων; начало II века — ок. 190) — епископ города Сарды, христианский богослов. Почитается в лике святителей, память совершается в Православной церкви 1 апреля по юлианскому календарю, в Католической церкви — 1 апреля по грегорианскому.

## Жизнеописание
Сведений о жизни Мелитона сохранилось мало, основным источником является «Церковная история» Евсевия. Мелитон стал епископом города Сарды в Лидии при императоре Антонине Пие. Посетил Палестину с целью изучения мест священной истории и для изучения книг Ветхого Завета: «Я отправился на Восток и дошел до тех мест, где Писание было проповедано и исполнено, в точности разузнал о ветхозаветных книгах и послал тебе их список». Далее Мелитон приводит перечень священных писаний Ямнийского канона, этот перечень является древнейшим из известных христианских списков книг Ветхого Завета. Известно участие Мелитона в прекращении спора, волновавшего Лаодикийскую церковь после мученической смерти епископа Сагариса (160—170 годы), по этому поводу им была написана гомилия «О Пасхе» (греч. τὰ περὶ τοῦ Πάσχα δύο). Наибольшую общественную известность Мелитон приобрёл при императоре Марке Аврелии (161—180 годы), которому он направил сочинение в защиту христианства.
Мелитон пользовался высоким авторитетом в христианском мире, Поликрат Эфесский в своём письме римскому епископу Виктору пишет:

В Асии покоятся великие светила веры, которые восстанут в день пришествия Господня, когда Он во славе сойдет с небес и разыщет всех святых: …Говорить ли о …Мелитоне евнухе, целиком жившем в Духе Святом, почивающем в Сардах, ожидая пришествия с небес и воскресения из мертвых— Евсевий Кесарийский
Также Поликрат сообщает о том, что Мелитон был квартодециманом.
По свидетельству Иеронима Стридонского, Тертуллиан осмеивал «элегантный и риторический талант» Мелитона, сам же Иероним называет Мелитона пророком. Анастасий Синаит (VII век) пишет о Мелитоне как о «божественнейшем и мудрейшем учителе».

## Труды
- «Слово о вере» (греч. Λόγος ὑπὲρ τῆς πίστεως) или «Книжечка к Антонину» (греч. Πρὸς Ἀντωνίνον βιβλίδιον): сочинение Мелитона, направленное императору Марку Аврелию. Поводом к написанию послужило новое гонение на христиан, начатое императором. Сохранились три фрагмента этого сочинения у Евсевия и один в «Пасхальной хронике» (VII век).
- Гомилия «О Пасхе» (греч. τὰ περὶ τοῦ Πάσχα δύο): написана в соответствии с литературными приёмами античной риторики в жанре ораторского выступления. Мелитон в данном сочинении защищает малоазийскую традицию празднования Пасхи в 14 день нисана (как у иудеев). Сохранился в трёх греческих списках (Papyrus Chester Beatty-Michigan, Papyrus Bodmer XIII (IV век) и небольшой фрагмент из Papyrus Oxyrchynchus 1600), известны также переводы фрагментов гомилии на латинский, сирийский, коптский и грузинский языки.
- «О душе и теле» (у Евсевия «О душе и теле, или О едином»). Известно фрагментарно по сирийским переводам. В 1972 году был опубликован отрывок из грузинского перевода данного сочинения, имеющего название «О душе и теле и страстях Господних»[12], текст во многом идентичен уже известным сирийским фрагментам.
- «Эклоги» (греч. ἐκλογαί): известно по фрагменту, приведённому Евсевием. Мелитон описывает своё путешествие в Палестину и приводит список книг Ветхого Завета, являющегося древнейшим христианским ветхозаветным каноном:

Вот их названия: пять книг Моисеевых — Бытие, Исход, Левит, Числа, Второзаконие; Иисус Навин, Судьи, Руфь, четыре книги Царств; две Паралипоменон, Псалмы Давида, Притчи Соломоновы, или книга Премудрости, Екклезиаст, Песнь песней, Иов; пророки: Исаия, Иеремия и двенадцать в одной книге, Даниил, Иезекииль, Ездра. Из них я и сделал выборки, разделив их на шесть книг.

- «О крещении» (греч. Περὶ λουτροῦ): сохранился довольно обширный фрагмент данного сочинения. В нём Мелитон рассматривает крещение во вселенском аспекте: вся земля принимает крещение дождями и реками, а океан есть баптистерий солнца. Такое понимание таинства крещения объясняется полемикой Мелитона с псевдогностиками, отрицавшими данное таинство[14].
- «О Боге воплотившемся» («О Воплощении Христа»): сохранившийся фрагмент даёт представление о христологических воззрениях Мелитона. Он пишет об «истинности и реальности души и тела Христа, [обладающего] нашей человеческой природой» и утверждает, что Христос остаётся «истинным и предвечным Богом через несовершенство, присущее плоти»[14].
- «О диаволе и Откровении Иоанна». Известен по небольшому фрагменту, процитированному Оригеном. У Евсевия, Руфина и Иеронима это сочинение упоминается как два трактата «О диаволе» и «Об Откровении Иоанна».

У Мелитона было около двадцати работ, но большинство из них были утрачены, не сохранившись даже во фрагментах, о их названиях известно из «Церковной истории» Евсевия: «Об образе жизни и о пророках», «О Церкви», «О дне Господнем», «О вере человеческой», «Об истине, вере и о рождении Христа», «О творении», «О послушании чувств вере», «О пророчествах о Христе», «О гостеприимстве», «Ключ».
Также существует два сочинения, приписываемые Мелитону: «Слово Мелитона Философа, сказанное в присутствии Антония Кесаря» (написано на сирийском языке в III веке) и «Об исходе Марии Девы» (трактат об Успении Богородицы, известный в греческом, латинском и арабском переводах, создан не ранее IV века).

### Комментарии
1. ↑  То есть ведущем безбрачную жизнь

### Сноски
1. 1 2  BABEL (фр.)
2. ↑  Святитель Мелитон Сардийский. azbyka.ru. — «День памяти: 1(14) апреля». Дата обращения: 24 июня 2024.
3. 1 2  МЕЛИТОН. www.pravenc.ru. Дата обращения: 24 июня 2024. Архивировано 1 марта 2024 года.
4. ↑  Евсевий Кесарийский. Церковная история. IV, 13:8; IV, 26:1
5. ↑  Евсевий Кесарийский. Церковная история. IV, 26:14
6. ↑  Мелитон Сардийский (Из «Библиологического словаря» Александра Меня). Дата обращения: 23 июля 2008. Архивировано 4 сентября 2008 года.
7. ↑  Евсевий Кесарийский. Церковная история. IV, 26:2
8. ↑  Иероним Стридонский. О знаменитых мужах. (Глава 24. Мелитон из Сарды)
9. ↑  John Anthony McGuckin. The Path of Christianity: The First Thousand Years (англ.). — InterVarsity Press, 2017. — P. 140. — 1009 p. — ISBN 978-0-8308-9952-4. Архивировано 17 июня 2024 года.
10. ↑  Евсевий Кесарийский. Церковная история. V, 34:2-6
11. ↑  Ieron. Catal. Script. c. 24
12. ↑  Мелитон Сардийский. О душе и теле и страстях Господних
13. ↑  Мелитон Сардийский. Эклоги
14. 1 2  Сидоров А. И. Курс Патрологии (Глава VII. Св. Мелитон Сардийский). Дата обращения: 23 июля 2008. Архивировано из оригинала 8 июня 2008 года.
15. ↑  John Anthony McGuckin. The Path of Christianity: The First Thousand Years (англ.). — InterVarsity Press, 2017. — P. 140. — 1009 p. — ISBN 978-0-8308-9952-4. Архивировано 17 июня 2024 года.

## Тексты и переводы
- Псевдо-Мелитон. Речь к императору Антонину. // Сочинения древних христианских апологетов. / Пер. П. Преображенского. СПб., 1895.
  - переизд.: Сочинения древних христианских апологетов. (Серия «Античное христианство. Источники»). СПб.: Алетейя, 1999. С. 211—222
- Мелитон Сардийский. О Пасхе. / Пер. архиеп. Илариона (Алфеева) // Журнал Московской Патриархии № 4, 1993. С. 4–17.
  - переизд.: Архиеп. Иларион (Алфеев). Христос - Победитель ада. Изд. второе. СПб.: Изд-во Олега Абышко, 2009. С. 226—247.
- Мелитон Сардийский. О Пасхе. / Пер. С. Говоруна. Киев, 1998. 95 стр.
- Св. Мелитон Сардикский, О Пасхе / Перев. с греч. В. В. Василика // Российский православный университет ап. Иоанна Богослова. Учёные записки. Вып. 3 (Патрология). М., 1998. С. 193–211.
- Творения св. Мелитона, еп. Сардийского. О Пасхе. О душе и теле. Фрагменты. / Пер. с греч. А. Г. Дунаева. // Сочинения древних христианских апологетов. (Серия «Античное христианство. Источники»). СПб.: Алетейя, 1999. С. 520—694.